# Гавриил (Бунге)
Схиархимандри́т Гаврии́л (в миру Йо́хен Бу́нге, нем. Jochen Bunge; род. 31 октября 1940, Кёльн) — схиархимандрит Русской православной церкви, настоятель Крестовоздвиженского монастыря в городе Лугано, швейцарский богослов и патролог немецкого происхождения.

## Биография
Родился 31 октября 1940 году в Кёльне. Отец его был лютеранином, мать — римо-католичкой.
В 17—18 лет, как сам впоследствии свидетельствовал, пришёл к вере благодаря своим ровесникам. Читал творения и жития святых отцов, патерики, «Добротолюбие».
В 1961 году, во время учёбы в Боннском университете, совершил путешествие в Грецию, где близко познакомился с православием. Два месяца провёл на острове Лесбос, жил в семье священника. Каждое воскресение ходил на службы в православный храм, где к нему относились с большой любовью. Затем неделю жил в Афинах в духовной семинарии вместе с семинаристами.
В 1963 году в возрасте 22 лет вступил в орден бенедиктинцев, поскольку этот католический орден казался «наиболее близким моим устремлениям. Даже структура самого ордена чем-то напоминает устроение раннехристианской Церкви: в ордене нет системы единого вертикального подчинения, каждая община существует автономно. А то, что гарантирует единство этих общин, — это традиция и устав. То есть духовный идеал, а не юридический порядок», но так как «я и мой духовник очень быстро увидели, что в ордене я нахожусь не на своём месте — с моей увлеченностью восточным монашеством и любовью к восточному христианству в целом», то его духовник посоветовал ему перейти в небольшой Монастырь Шеветонь в Бельгии. Там он прожил 18 лет.
В 1972 году состоялась его ординация во пресвитера. Контакт с Православием направил его на изучение наследия Православной Церкви, восточного монашества, святых отцов. Особенно много лет он посвятил изучению творений Евагрия Понтийского. Таким образом, вникая глубоко в вопросы окружающие Евагрия, широко изучил творения восточных святых отцов, восточное монашество и духовное наследие.
В 1980 году поселился в скиту Святого Креста близ села Ровередо в швейцарском кантоне Тичино, живущем по древнему правилу святого Венедикта. Отшельническая жизнь в скиту помогла многое изученное теоретически перевести в практическую жизнь. Это привело к выводу о том, что западное монашество должно питаться наследием из жизни восточного.
Жизнь в наследии восточного монашества помогала не только духовно возрастать и совершенствоваться в отшельнической жизни, но и принимать верующих, помогать им совершенствоваться духовно. Для своей келейной молитвы пользовался греческим молитвословом. Ежедневно служил литургию по чину Амвросия Медиоланского, святого, благодаря усилиям которого в Медиолане и в окрестных городах (в их число входит и Лугано), по словам блаженного Августина, «было установлено петь гимны и псалмы по обычаю восточных областей».
8 января 2008 года посетил Московскую духовную академию, где поделился своими впечатлениями от возрожденной России, подчеркнув, что целью этого его третьего визита в страну было ознакомление здесь с новой религиозной ситуацией в новых исторических условиях.
27 августа 2010 года был принят в Православие пред началом службы в Скорбященском храме на Большой Ордынке митрополитом Волоколамским Иларионом. По собственному признанию: «Владыка Иларион, если угодно, — один из самых компетентных и знающих людей, с кем мне доводилось общаться. И он фактически стал для меня единственным человеком, к кому я мог обратиться со своей просьбой напрямую, кто знал меня, мои убеждения и мою ситуацию. И кто — в чем я был уверен — готов откликнуться. Что и произошло».
Продолжил жизнь монаха-затворника в горах Швейцарии. Будучи иеромонахом, являлся настоятелем Капрьясского Крестовоздвиженского скита.
22 августа 2011 года был пострижен в великую схиму в своём скиту епископом Корсунским Нестором. В схиме был назван в честь преподобного Гавриила Константинопольского.
20 мая 2012 года в храме святителя Амвросия Медиоланского в Милане епископом Корсунским Нестором (Сиротенко) был возведён в достоинство схиархимандрита.
16 июля 2013 года Крестовоздвиженский скит реорганизован в Крестовоздвиженский монастырь, а его игуменом был назначен Гавриил (Бунге).
10 июня 2024 года митрополитом Корсунским и Западноевропейским Нестором (Сиротенко) награждён правом ношения второго креста с украшениями и совершения Божественной литургии при отверстых царских вратах по «Отче наш».

## Публикации
- Untersuchungen zum zweiten Makkabaerbuch.	Ouellenkritische, litera-rische, chronologische und historische Untersuchungen zum zweiten Makkabaerbuch als Ouelle syrisch-palastinensischer Geschichte im 2. Jh. v. Chr., Bonn, Rheinische Friedrich-Wilhelms-Universitat, 735 p.
- Rabban Jausep Hazzaya: Brief über das geistliche Leben und ver-wandte Schriften. Ostsyrische Mystik des 8. Jahrunderts. Eingeleitet und übersetzt von Gabriel Bunge (Sophia 21), Trier, Paulinus Verlag, 1982, 408 p.
- Akedia. Die geistliche Lehre des Evagrius Pontikos vom Überdruss (Koinonia 9), Köln, Luther Verlag, 1983, 118 p.
  - Akedia. Die geistliche Lehre des Evagrios Pontikos vom Überdruss, Köln, Luthe Verlag, 112 p., 1989
  - Akedia. Die geistliche Lehre des Evagrios Pontikos vom Überdruß, Wurzburg, «Der Christliche Osten», 116 p., 1995
- [traduction]: Evagrios Pontikos: Briefe aus der Wtiste. Eingeleitet, übersetzt und kommentiert von Gabriel Bunge (Sophia 24), Trier, Paulinus Verlag, 1986
- Das Geistgebet. Studien zum Traktat De oratione des Evagrios Pontikos (Koinonia 25), Köln, Luthe Verlag, 1987, 136 p.
- Geistliche Vaterschaft: Christliche Gnosis bei Evagrios Pontikos. Mit einer Einfiihrung von Wilhelm Nyssen. (Studia patristica et liturgica 023). Regensburg, Pustet Verlag, 1988, — 95 p.
- Der andere Paraklet. Die Ikone der Heiligen Dreifaltigkeit des Malermönchs Andrej Rubljov. Mit einem Geleitwort von Sergej S. Averintsev, Wurzburg, Verlag «Der Christliche Osten», 29x21 cm, 127 p., 1994
- Vasi di Argilla. La prassi della preghiera personale secondo la tradizione dei santi padri, Spirituality orientale, Communita di Bose, Edizioni Oiqajon, 20x15 cm, 228 p., 1996
- Irdene Gefäße: Die Praxis des persönlichen Gebetes nach der Überlieferung der heiligen Väter. Wurzburg, Der christliche Osten. 1996. — 189 p.,
- Practica rugaciunii personate dupa traditia sfintilor Parinti sau «Comoara in vase de lut». Cuvant inainte si traducere de diac. loan I. Ica jr, Spiritualitatea Rasariteana Initieri, Sibiu, Editura Deisis, 207 p., 1996
- Evagrie Ponticul. O introducere. Studiu introductiv si traducere: diac. loan. I. Ica jr, Philosophia Christiana. Initieri, Sibiu, Editura Deisis. — 255 p., 1997
- Akedia. II male oscuro, Spiritualita orientale, Communita di Bose, Edizioni Oiqajon, 20 x 15 cm, 155 p., 1999
- A szentharomsag-ikon: a sz-ent ikonfesto Andrej Rubljov lelkisege es muve, Nyfregyhaza: Oroksegiink Kiado, 29x21, 129 p., illustr, 1994
- Vin des dragons et pain des anges. Colere et douceur dans la doctrine spirit-uelle d’Evagre le Pontique, Spiritualite orientale, 87, Begrolles-en-Mauges, Abbaye de Bellefontaine, 21x15 cm, 167 p., 2009
- «In Geist und Wahrheit». Studien zu den 153 Kapiteln Über das Gebet des Evagrios Pontikos, Hereditas, Studien zur Alten Kircheng-eschichte, 27, Bonn, Borengasser. — 387 p., 2010
- «Die Lehren der heiligen Vater» (RB 73,2). Aufsatze zu Evagrius Pontikos aus drei Jahrzehnten. Herausgegeben von Jakobus Kaffanke 0 SB, Weisungen der Vater, Band 11, Beuron, Beuroner Kunstverlag, 198 p., 2011
- Gastrimargia. Wissen und Lehre der Wustenvater von Essen und Fasten, dargestellt anhand der Schriften des Evagrios Pontikos, Eremos, Band 3, Munster, LIT Verlag, 22x15,125 p., 2012
- Скудельные сосуды: практика личной молитвы по преданию святых отцов; пер. с нем. Владимира Зелинского под ред. Наталии Костомаровой; рис. Франческо Риганти. — Рига : Международный благотворительный фонд им. А. Меня, 1999. — 217 с. : ил.; 20 см.
  - Скудельные сосуды: практика личной молитвы по преданию святых отцов: [12+]; [пер. с нем. Владимира Зелинского]. — М.: Изд-во Московской Патриархии Русской Православной Церкви, 2014. — 332, [1] с. : ил., портр.; 17 см; ISBN 978-5-88017-444-7
- Другой утешитель: икона пресвятой Троицы преподобного Андрея Рублева; предисл. Сергея Аверинцева; послесл. священника Владимира Зелинского; пер. с нем. Владимира Зелинского и Наталии Костомаровой. — Рига : Междунар. благотворительный фонд им. Александра Меня, 2003. — 131 с. : цв. ил.; 29 см; ISBN 9984-9479-2-0
- Вино дракона и хлеб ангельский: учение Евагрия Понтийского о гневе и кротости; пер. с нем. Владимира Зелинского и Наталии Костомаровой. — Рига : Международный благотворительный фонд им. А. Меня, 2004. — 176 с.; 20 см; ISBN 9984-9479-4-7
- Объядение, лакомство, чревоугодие: учение Евагрия Понтийского о еде и посте; пер. с нем. А. Фролова. — М.: Издательство Сретенского монастыря, 2014. — 205, [1] с. : ил.; 18 см; ISBN 978-5-7533-0889-4
  - Объядение, лакомство, чревоугодие: учение Евагрия Понтийского о еде и посте; пер. с нем. А. Фролова. — 2-е изд., испр. — М.: Изд-во Сретенского монастыря, 2014. — 203 с. : ил.; 17 см; ISBN 978-5-7533-0928-0 : 5 000 экз.
- Гнев, злоба, раздражение: учение Евагрия Понтийского о гневе и кротости; пер. с нем. священника Владимира Зелинского. — М.: Изд-во Сретенского монастыря, 2014. — 221, [1] с.; 17 см; ISBN 978-5-7533-0888-7
  - Гнев, злоба, раздражение: учение Евагрия Понтийского о гневе и кротости; пер. с нем. священника Владимира Зелинского [и Наталии Костомаровой]. — 2-е изд., испр. — М. : Изд-во Сретенского монастыря, 2015. — 221, [1] с. : ил.; 17 см; ISBN 978-5-7533-0927-3
- Тоска, печаль, депрессия: духовное учение Евагрия Понтийского об акедии; пер. с фр. протоиер. Димитрия Сизоненко. — М.: Изд-во Сретенского монастыря, 2014. — 189, [1] с. : ил.; 18 см; ISBN 978-5-7533-0887-0
  - Тоска, уныние, депрессия: духовное учение Евагрия Понтийского об акедии; пер. с фр. протоиерея Димитрия Сизоненко. — 2-е изд., испр. — М.: Изд-во Сретенского монастыря, 2014. — 189, [1] с. : ил.; 17 см; ISBN 978-5-7533-0926-6 : 5000 экз.
- Господи, научи нас молиться: личная молитва по преданию святых отцов; [пер. с нем. В. Зелинского]. — М.: Никея, 2016. — 286 с.; 18 см; ISBN 978-5-91761-542-4 : 4000 экз.
  - Господи, научи нас молиться: личная молитва по преданию святых отцов; [пер. с нем. В. Зелинского]. — 2-е изд. — М.: Никея, 2017. — 286, [1] с.; 18 см; ISBN 978-5-91761-660-5 : 4000 экз.